# Posești (gmina)
Posești – gmina w Rumunii, w okręgu Prahova. Obejmuje miejscowości Bodești, Merdeala, Nucșoara de Jos, Nucșoara de Sus, Poseștii-Pământeni, Poseștii-Ungureni, Târlești, Valea Plopului, Valea Screzii i Valea Stupinii. W 2011 roku liczyła 3990 mieszkańców.